# D'Aquino (famiglia)
La famiglia d'Aquino è una famiglia nobile italiana. Fu una delle sette grandi casate del Regno di Napoli. Annoverò tra i suoi membri il celebre San Tommaso d'Aquino, dottore della Chiesa.

## Storia
Sebbene vivesse jure Francorum, come attesta lo storico Benedetto Croce, era tuttavia di sangue longobardo, popolo devoto all'ingegneria militare e al culto micaelico. Infatti, le origini della famiglia risalgono a Rodoaldo, gastaldo di Aquino al tempo dei duchi di Benevento nel IX secolo. La loro proprietà del castello detto dei d'Aquino a Roccasecca è attestata sin dal X secolo.
Precedentemente era nota col nome di "Sommucula". Da tempi antichissimi i d'Aquino furono conti: infatti già dal 970 circa si hanno notizie di un Adenolfo, conte di Aquino e Pontecorvo, mentre un altro Adenolfo fu duca di Gaeta nel 1038. L'esponente di maggior prestigio della famiglia fu San Tommaso d'Aquino, dottore della Chiesa. Assieme alle famiglie Acquaviva, del Balzo, Celano, Molise, Ruffo e Sanseverino fu annoverata tra le sette grandi casate del Regno di Napoli per aver contribuito in maniera determinante alla storia dell'Italia meridionale con i suoi grandi personaggi che hanno ricoperto le più alte cariche in campo civile, militare ed ecclesiastico. La zona di Montecassino fu il primo punto di riferimento delle gesta della famiglia d'Aquino; altrettanto importante fu poi il vicino Principato di Capua. I d'Aquino, tra i maggiori feudatari di queste zone, furono abilissimi manovratori, sfruttando la loro posizione strategica, e giocarono all'altalena tra vicini e lontani, tra nord e sud, rimanendo perciò coinvolti nella lotta secolare tra papato ed impero, e poi tra Normanni, papato e Svevi. La casata nei secoli si divise in più rami. Il ramo principale si estinse nella linea maschile con Francesco Antonio d'Aquino, figlio di Berardo Gaspare, marchese di Pescara, e di Beatrice Gaetani, figlia di Giacomo, signore di Sermoneta. Erede di Francesco Antonio fu la sorella Antonella d'Aquino, la quale recò in dote al marito Innico I d'Avalos i titoli di marchese di Pescara e conte di Loreto e Monteodorisio.
Un ramo cadetto della famiglia, avente quale suo capostipite il conte Landolfo I (morto intorno al 1245), diede origine alla linea dei conti di Belcastro. Un nipote di Landolfo, Tommaso I (figlio di Adenolfo), venne investito della titolarità di Belcastro nel 1293, per il quale il figlio ed erede Tommaso II ottenne il titolo di conte. L'ultimo d'Aquino a portare il titolo di conte di Belcastro fu il nipote del summenzionato Tommaso II, ovvero Tommaso III detto Tommasello (essendo il padre di questi, Adenolfo, premorto a Tommaso II), morto nel 1375 senza discendenza. Tra i figli cadetti di Landolfo I troviamo anche il religioso e teologo Tommaso d'Aquino. Altri discendenti di Landolfo sono attestati sino al XVII secolo.
Da un altro ramo cadetto della famiglia, originatosi con Andrea I, signore di Grottaminarda, scaturirono ulteriori linee cadette. Questo Andrea I era il figlio secondogenito di Landolfo I di Albeto e fratello di Adenolfo II (padre di Tommaso I d'Aquino, i cui discendenti avrebbero costituito la linea principale dei d'Aquino, estintasi con Antonella d'Aquino, della quale si è parlato in precedenza). Andrea I (morto intorno al 1210) divenne signore di Grottaminarda e contrasse matrimonio con Maria Gesualdo. Un suo discendente diretto (attraverso il figlio primogenito Landolfo II), Ladislao II, venne investito dei titoli di marchese di Corato nel 1514 e di duca di Bisceglie nel 1526. Tali titoli gli vennero tolti nel 1528 per la sua ribellione contro Carlo V ed egli venne costretto all'esilio con il figlio primogenito Antonio in Francia, dove morì nella seconda metà del XVI secolo. Antonio d'Aquino sposò Isabella Caracciolo (figlia di un altro esponente del partito filo francese nelle guerre d'Italia, ovvero Sergianni Caracciolo, II principe di Melfi) e morì nel 1555. Da questo matrimonio nacquero tre figlie: Claudia, sposatasi con Thibaut de Nogent; Margherita, sposatasi con Charles de Louviers; Vittoria, spostasi con Antoine de Cardaillac.
Un altro figlio di Ladislao II, Francesco, barone di Roccabascerana (morto nel primo decennio del XVII secolo), contrasse matrimonio con Beatrice di Guevara (figlia di Guevara, signore di Savignano, e della sua consorte Delfina Loffredo); uno dei figli della coppia fu il cardinale Ladislao d'Aquino. Erede di Francesco fu il figlio Ottavio al quale succedette l'unico figlio maschio, Tommaso. Questo ramo della famiglia si estinse nella linea maschile con il figlio sestogenito di Tommaso, il chierico teatino Francesco Tommaso, morto nel 1705, vescovo di Sessa Aurunca dal 1670. Nella linea femminile, l'ultima discendente fu invece Caterina, che contrasse matrimonio con Marcello Lottieri, principe di Pietrastornina. Il figlio Antonio ottenne di poter aggiungere il cognome materno al proprio, in modo che i suoi discendenti vennero chiamati con l'appellativo di Lottieri d'Aquino.
Un altro figlio di Andrea I, Adenolfo III, fu il capostipite di tre rami della famiglia che sarebbero scaturiti nel corso del XV secolo, ovvero quello dei principi di Castiglione (originatosi da Luigi II, morto nel 1529); quello patriziale di Tropea o dei baroni di Messinara e Plutino (originatosi con Cristoforo II d'Aquino, morto nella seconda metà del XV secolo) e quello patriziale di Cosenza o dei signori di Venere (originatosi con Cristoforo I d'Aquino, morto nella prima metà del XV secolo).
In sintesi si originarono le seguenti linee antiche:
- ramo dei principi di Castiglione Marittimo[1];
- ramo dei marchesi di Corato e baroni di Castiglione Marittimo;
- ramo dei conti di Acerra e Loreto Aprutino;
- ramo dei conti di Belcastro;
- ramo dei signori di Venere e patrizi di Cosenza;
- ramo dei patrizi di Tropea[2].

Nel 1894 un esponente del ramo dei d'Aquino di Tropea, Carolina d'Aquino, sposò Giuseppe Adilardi. Durante il Regno d'Italia la famiglia Adilardi d'Aquino fu iscritta nel Libro d'oro della nobiltà italiana, oggi conservato presso l'Archivio Centrale dello Stato.

## D'Aquino di Taranto e D'Aquino di Caramanico
Le famiglie dei d'Aquino di Taranto e dei d'Aquino di Caramanico nonostante l'omonimia non sono quasi certamente imparentate ai d'Aquino. I testi di araldica e genealogia forniscono peraltro spiegazioni diverse e spesso contraddittorie sulla questione. L'autore Tommaso Niccolò d'Aquino nel suo Delle delizie tarantine libri IV (risalente al 1771) asserisce l'origine dei d'Aquino di Taranto dai d'Aquino, per mezzo di un Roberto. Secondo l'autore, questo Roberto sarebbe stato il fratello minore di Francesco II d'Aquino, 5º conte di Loreto, giustiziere dell'Abruzzo, gran siniscalco del Regno di Napoli e gran camerlengo del Regno di Napoli. Sempre secondo l'autore, Roberto avrebbe sposato una certa Dianora Mormile, dalla quale ebbe Landolfo, capostipite dei d'Aquino di Taranto. Manca tuttavia ogni riscontro circa l'effettiva esistenza di Roberto d'Aquino. Sembra infatti che il padre di Francesco II, Jacopo I d'Aquino, non abbia avuto altri figli maschi, come riportato anche da Scipione Ammirato nel suo Delle famiglie nobili napoletane, risalente al 1580. Né tantomeno l'Ammirato menziona l'esistenza di un ramo tarantino della famiglia d'Aquino nella sua trattazione dei vari rami della famiglia Aquina o d'Aquino. Un'altra ipotesi sostiene invece che Roberto fosse il figlio di Niccolò d'Aquino, signore di Villamaina, e della sua consorte Rosella Crispano. Secondo questa ricostruzione, Roberto sarebbe stato un discendente del summenzionato Andrea I, signore di Grottaminarda. L'Ammirato elenca esplicitamente i discendenti di Andrea I: si tratta di Landolfo, Ruggero e Adenolfo. Proseguendo poi nella sua trattazione, elenca i discendenti di Landolfo, ovvero Andrea, Tommaso, Adenolfo e Stefania. Il figlio ed erede di Tommaso fu Luca, al quale successe Landolfo ed in seguito il figlio di questi Niccolò. Niccolò sposò in prime nozze Caterina de Cabanni, figlia di Roberto de Cabanni, potente personaggio della corte angioina. Nel 1370 in seconde nozze egli sposò Rosella Crispano, dalla quale ebbe Roberto. L'Ammirato tuttavia non dice nulla sui discendenti di questo Roberto. Solamente nel XVII secolo il Consiglio dei Nobili di Benevento, ricostruendo la genealogia dei d'Aquino di Caramanico, riconobbe Roberto quale capostipite comune di tale famiglia e di quella dei d'Aquino di Taranto, creando una continuità genealogica non suffragata da fonti oggettive (lo stesso Anguissola di San Damiano riconosce che tale ricostruzione si basa esclusivamente su documenti contenuti negli archivi dei d'Aquino di Caramanico). Dubbi circa il collegamento tra i d'Aquino di Taranto e i d'Aquino di Caramanico sono espressi da Francesco Scandone nel suo lavoro intitolato I D'Aquino di Capua-D'Aquino di Napoli (1905-1909), come riconosciuto anche da Michelangelo Schipa in una sua recensione di tale opera. Scandone infatti distingue nettamente i d'Aquino di Caramanico (o di Napoli) dai d'Aquino, indicando sì quale capostipite dei primi Francesco d'Aquino (morto nel 1621, padre di Bartolomeo d'Aquino, 1º principe di Caramanico), senza tuttavia considerarlo un esponente dei d'Aquino di Taranto per mancanza di prove conclusive in tal senso. Altri testi di araldica, quali l'Enciclopedia storico-nobiliare italiana di Vittorio Spreti, pur evidenziando come i d'Aquino di Caramanico siano considerati discendenti dei d'Aquino di Taranto (sulla base della sentenza emessa nel 1634 dal Sacro Regio Consiglio, sentenza che peraltro va inquadrata nel contesto storico e politico nella quale venne emessa, tenuto conto dell'enorme influenza goduta da Bartolomeo d'Aquino presso il viceré e delle implicazioni associate all'ottenimento dello status patriziale, condizione necessaria per l'ascesa sociale), non menzionano alcun collegamento tra i d'Aquino e i d'Aquino di Taranto e indirettamente i d'Aquino di Caramanico. Berardo Candida Gonzaga, nel volume 6 delle Memorie delle famiglie nobili delle province meridionali d'Italia (1882), fa un'analoga distinzione, affermando esplicitamente come i d'Aquino di Caramanico abbiano origine borghese in quanto discendenti dal mercante e finanziere Bartolomeo d'Aquino (1609-1658), che ottenne nel 1644 il titolo di principe di Caramanico e nel 1650 quello di duca di Casoli. Biagio Aldimari, scrivendo nel suo trattato di araldica e genealogia Memorie historiche di diverse famiglie nobili, così napoletane, come forastiere, dato alle stampe nel 1691, adotta un approccio diverso: pur distinguendo nettamente i d'Aquino dai d'Aquino di Caramanico, evidenziando l'origine borghese di questi ultimi, egli considera invece i d'Aquino di Taranto come un ramo della famiglia d'Aquino, senza peraltro specificare la relazione tra le due famiglie. Questo approccio è ripreso da Giovanni Battista di Crollalanza nel suo Dizionario storico-blasonico delle famiglie nobili e notabili italiane estinte e fiorenti (1886), dove afferma esplicitamente che i d'Aquino di Taranto sono un ramo della famiglia d'Aquino, ribadendo invece come i d'Aquino di Caramanico abbiano avuto origine da Bartolomeo d'Aquino, senza menzionare collegamenti con le altre due famiglie.
Gli ultimi sviluppi su questo dibattito sono relativamente recenti. La Consulta araldica del Regno d'Italia si espresse in data 21 settembre 1933 sulla questione, affermando, sulla base della sentenza del Sacro Regio Consiglio del 1634 prima menzionata nonché sulla base di una sentenza della Platea dei Nobili di Benevento del 1673 (reintegra della famiglia nel patriziato cittadino ab antiquo), l'appartenenza dei d'Aquino di Caramanico alla nobiltà di Taranto e al patriziato di Benevento. La sentenza della Consulta araldica, pur nella sua significatività da un punto di vista legale, lascia tuttavia ancora insoluta la questione dell'origine dei d'Aquino di Caramanico dai d'Aquino.

## Membri principali
- Rodoaldo d'Aquino, il capostipite, gastaldo di Aquino;
- Adenolfo d'Aquino, figlio di Rodoaldo;
- Adenolfo d'Aquino, conte di Aquino e Pontecorvo nel 970 circa;
- Adenolfo d'Aquino, duca di Gaeta;
- Riccardo d'Aquino, figlio di Rinaldo, conte di Acerra e signore di Roccasecca, valoroso cavaliere del Re Tancredi di Sicilia, fatto prigioniero dall'Imperatore Enrico VI di Svevia e morto a Capua nel 1197 dopo tortura;
- Landolfo d'Aquino, nominato nel 1220 dall'Imperatore Federico II di Svevia giustiziere di Terra di Lavoro;
- Rinaldo d'Aquino, poeta di corte[21], citato nel De vulgari eloquentia, opera minore di Dante Alighieri[22][23];
- Tommaso I d'Aquino, conte di Acerra, nominato dall'Imperatore Federico II di Svevia capitano e giustiziere di Terra di Lavoro, nel 1232 viceré del Regno di Sicilia e poi podestà di Cremona. Grazie ai suoi numerosi viaggi in Oriente imparò ad usare la polvere da sparo, che importò in Italia in grande quantità[24];
- Pirro d'Aquino, 1º priore di Capua nel 1236;
- Tommaso II d'Aquino, conte di Acerra e Loreto Aprutino e signore di Marigliano, Ottaviano e Sarno, il quale sposò nel 1247 Margherita di Svevia, figlia naturale dell'Imperatore Federico II;
- Cubitosa d'Aquino, figlia di Tommaso II, andata in sposa a Galvano Lancia;
- Tommaso d'Aquino, membro più celebre della famiglia, santo e dottore della Chiesa;
- Christofaro d'Aquino, conte di Ascoli Satriano, cavaliere del Re del Regno di Napoli Carlo I d'Angiò, il quale sposò nel 1283 Margherita di Sangro;
- Margherita d'Aquino, amante del Re del Regno di Napoli Roberto d'Angiò, morta nel 1328;
- Maria d'Aquino, figlia naturale del Re del Regno di Napoli Roberto d'Angiò avuta tramite l'amante Margherita, della quale si innamorò Giovanni Boccaccio, che immortalò nel suo Decameron col nome di Fiammetta;
- Giovanna d'Aquino, contessa di Mileto e Terranova Sappo Minulio, la quale sposò Ruggero Sanseverino;
- Antonella d'Aquino, andata in sposa nel 1452 ad Innico I d'Avalos con in dote il marchesato di Pescara.